# Burg Hohnstein (Harz)
Die Burg Hohnstein (auch Honstein) ist die Ruine einer Höhenburg bei Neustadt/Harz im Landkreis Nordhausen in Thüringen.

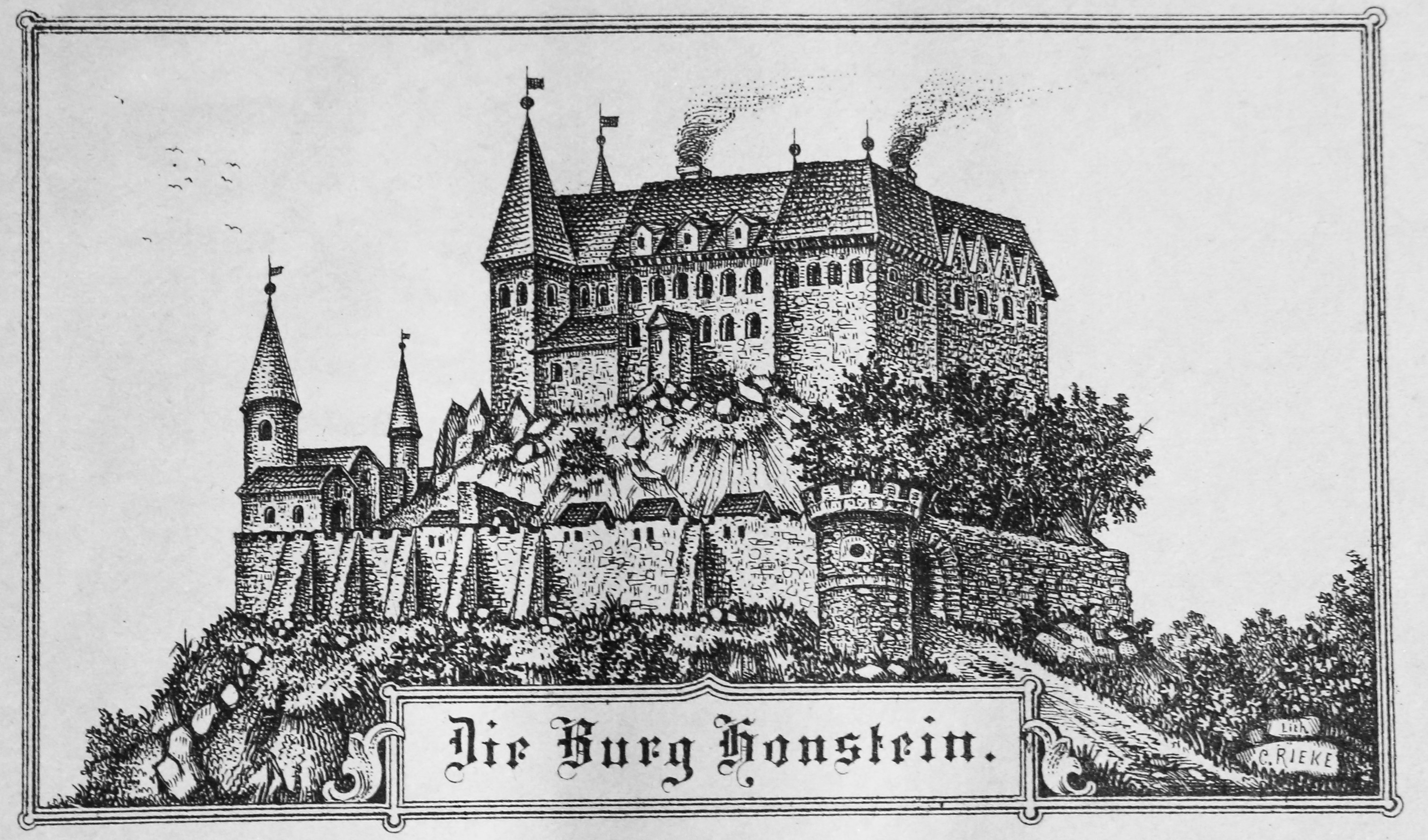
Burg Hohnstein

## Geographische Lage
Die Burg Hohnstein befindet sich im Naturpark Südharz am Südrand des Harzes. Sie steht 1,1 km nördlich des Ortes Neustadt und 1,5 km ostnordöstlich des Ortsteils Osterode der Landgemeinde Harztor auf dem bewaldeten, felsigen Schloßberg (402,9 m ü. NN).

## Geschichte

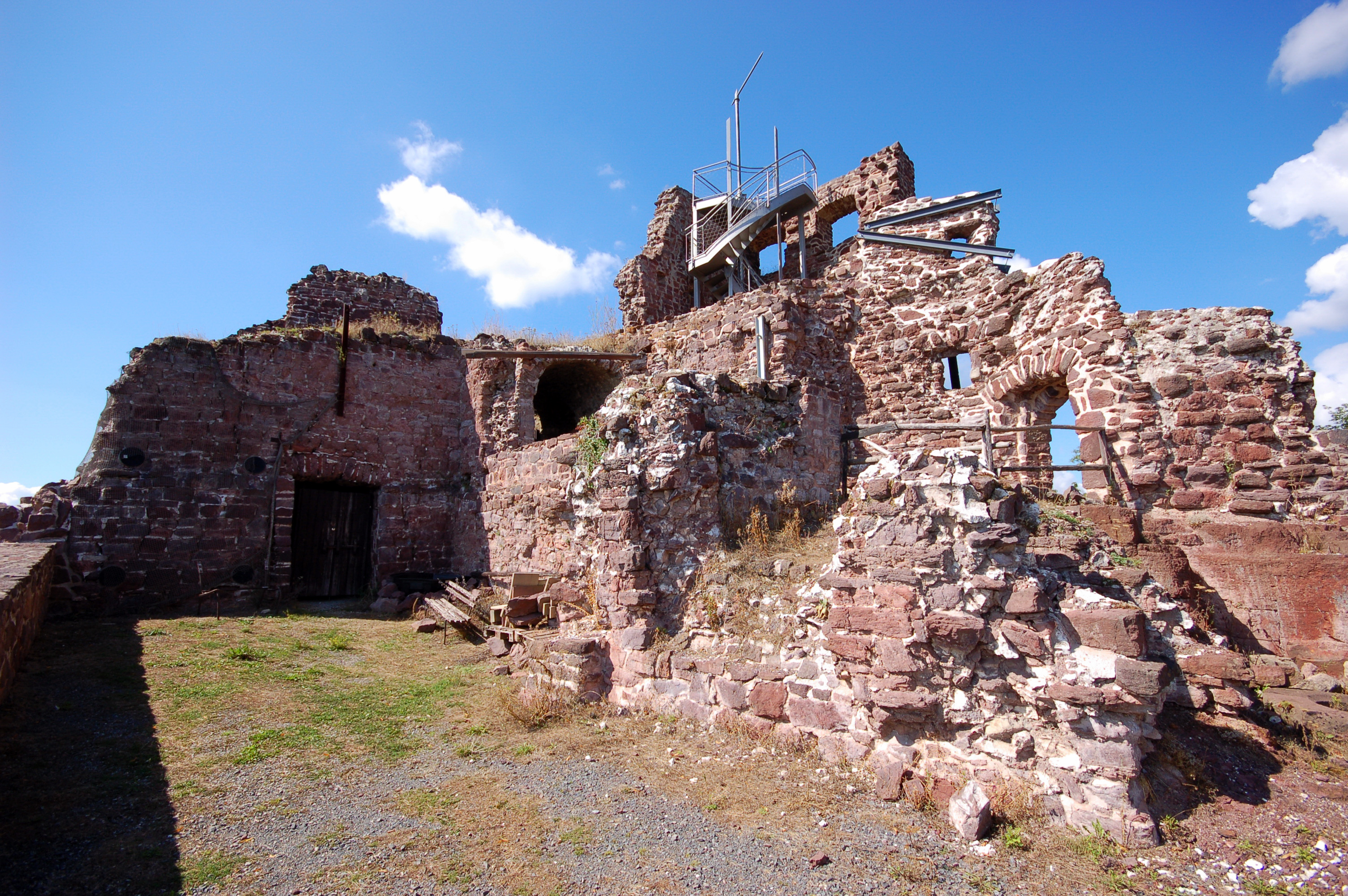
Ruine Burg Hohnstein

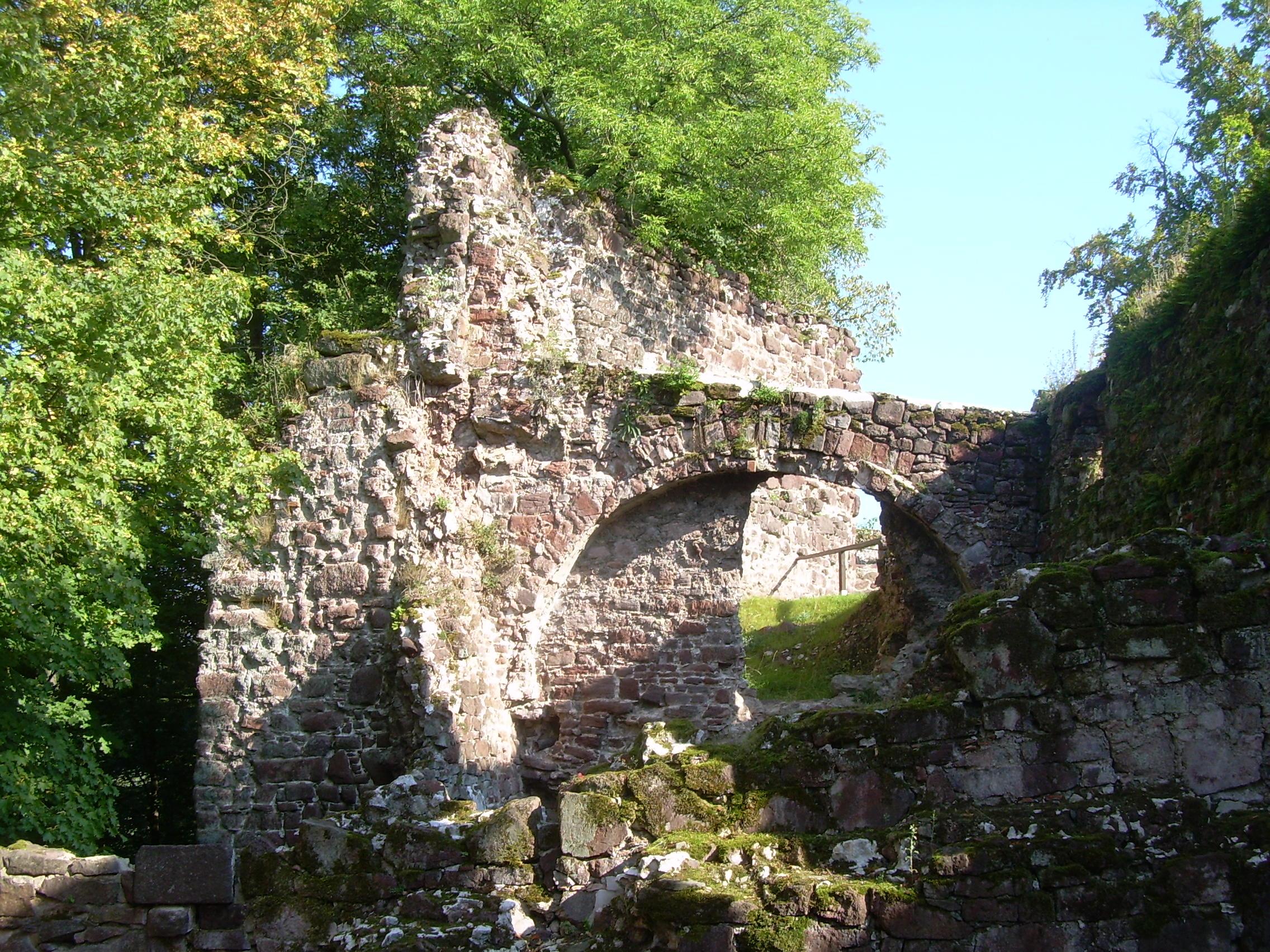
Bogen der Ruine Hohnstein

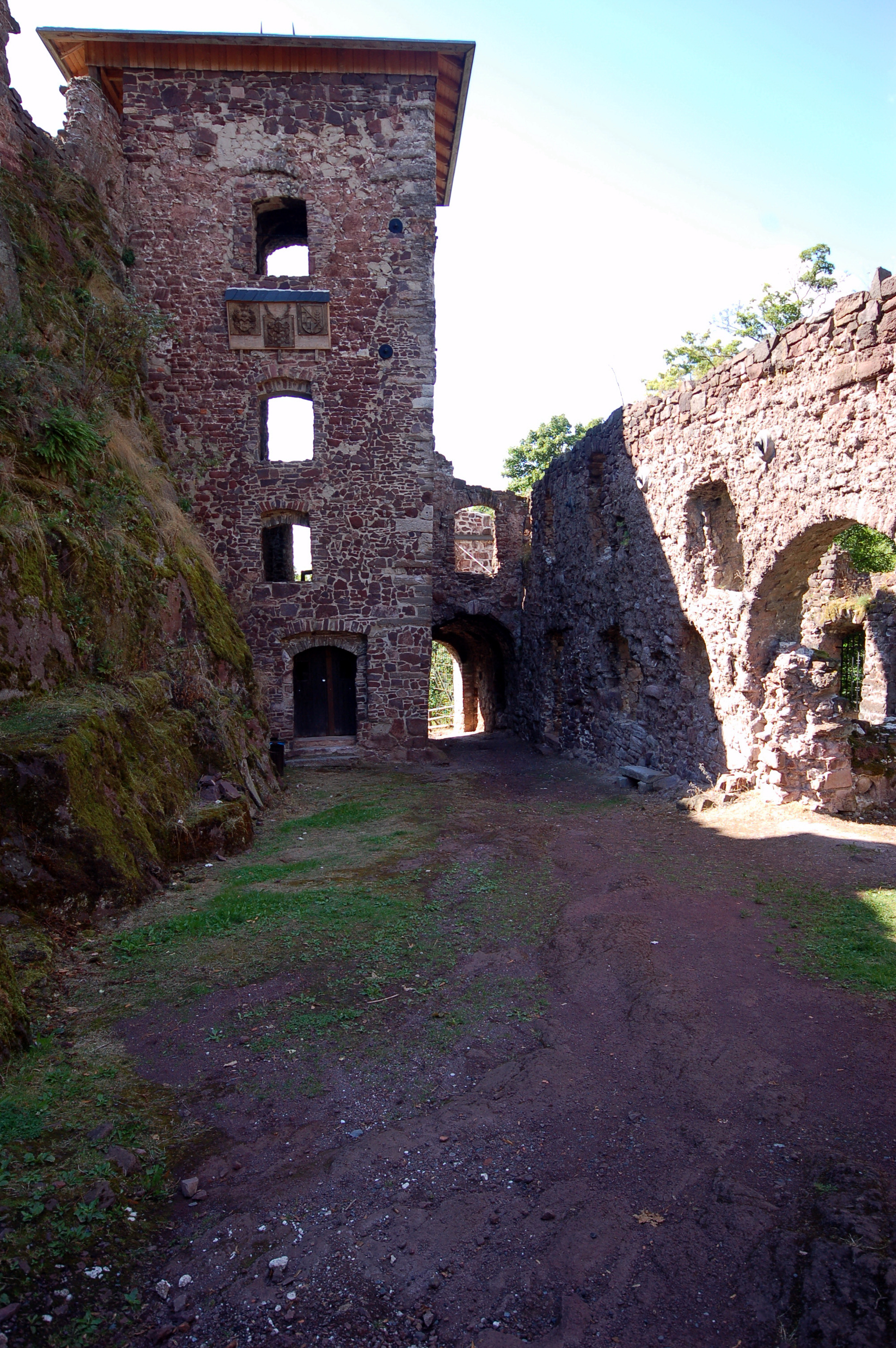
Ruine Burg Hohnstein – Treppenturm mit Tor 5

Nach Meinung der älteren Forschung soll die Burg Hohnstein um 1120 entstanden sein. Neueste Forschungen zum romanischen Baubestand der Burg scheinen jedoch darauf hinzuweisen, dass der Bau der Ursprungsanlage frühestens in die Mitte des 12. Jahrhunderts zu setzen ist. Ihre Gründung wurde stets einem Grafen Konrad von Sangerhausen zugeschrieben, einem Neffen des Thüringer Landgrafen Ludwig der Springer. Jedoch lässt sich eine Verbindung Konrads zu den ab 1182 auftretenden Grafen von Honstein nicht nachweisen. Es handelt sich hier um die Grafen von Ilfeld, welche die Burg, keine Grafschaft, Mitte der 1170er Jahre von den Welfen erlangten. Ihre Wurzeln lassen sich bis ins letzte Drittel des 11. Jahrhunderts zurückverfolgen. Als Grafen von Hohnstein (zeitgenössisch: Honstein) übernahmen die Grafen von Ilfeld rasch die Vorherrschaft im Südharz-Gebiet. Die neubegründete Dynastie der Honstein-Ilfelder Grafen führte den Leitnamen Elger, und sie wählten die Burg Honstein als ihren Stammsitz; die bescheidene Ilburg im nahen Ilfeld wurde zu diesem Zeitpunkt wahrscheinlich bereits aufgegeben. Es ist bekannt, dass sie unter der Regentschaft Elger III. († 1219) geschleift wurde. Die erste Erwähnung der Burg Hohnstein ist auf das Jahr 1202 datiert. Ähnlich erfolgreich wie die Thüringer Landgrafen bauten die Honsteiner rasch ein beträchtliches Territorium auf, wozu sie auch Gebiete um Arnstadt und Gotha im Thüringer Becken hinzugewannen. Nach der ersten Blüte des Geschlechts im 13. Jahrhundert trat durch die Erbteilung 1315 in mehrere Linien ein Bedeutungsverlust ein. Auch militärisch war die Burg Hohnstein bald veraltet. 1380 wurde sie erstmals erobert und nochmals 1412 in einem Familienstreit, der zum so genannten Fleglerkrieg ausartete, in dessen Folge die Hohnsteiner Grafen ihre Stammburg verloren.
Während des Bauernkrieges galt Hohnstein noch als sichere Festung und wurde deshalb vom Abt des Klosters Ilfeld aufgesucht, um sich und den Klosterschatz zu retten. Während die Hohnsteiner Grafen auf Burg Lohra das Ende ihrer Herrschaft besiegelten (sie starben 1593 aus), gelangte die Burg Hohnstein durch Kauf im 1. Viertel des 15. Jahrhunderts in den Besitz der Grafen zu Stolberg, welche die Anlage militärisch und baulich mit großem Aufwand modernisierten (Artillerieturm) und unter Graf Heinrich zu Stolberg zu einem repräsentativen Renaissanceschloss ausbauten. In dieser Zeit wurde sie eine der größten Burgen im Harz. 1593 ging sie in den Besitz der Herren von Schleinitz und 1603 an den Herzog Heinrich Julius (Braunschweig-Wolfenbüttel) über.
Sie wurde 1627 zerstört. Eine kaiserliche Truppe unter Obristleutnant Christian Vitzthum von Eckstedt steckte die von ihr bereits weitgehend ausgeplünderte Burg und das zugehörige Vorwerk am 10. bzw. 20. Juli (abhängig vom Kalender) 1627 in Brand. Nur wenige brauchbare Überbleibsel konnten so nach Abzug der vitzthumschen Truppe aus der Brandruine geborgen werden, wozu die Glocke der Burgkapelle und der Altar der Schlosskapelle gehörten.
Im Laufe der folgenden Jahrhunderte verfiel die Burgruine immer mehr. Unterhalb der Ruine wurde 1908 ein Gasthaus erbaut. Nach 1990 wurde mit Sicherungs- und Restaurierungsarbeiten an der Burgruine begonnen. Seit Ostern 2001 ist die Burg wieder bewirtschaftet.

## Tourismus
Die Ruine der Burg Hohnstein kann ungeführt besichtigt werden. Von einer Turmruine, auf die eine Eisentreppe führt, fällt der Blick in die Harzlandschaft und hinüber zum Kyffhäuser. Die Burgruine ist als Nr. 98 in das System der Stempelstellen der Harzer Wandernadel einbezogen.